# Alexi Laiho
Markku Uula Alexi "Wildchild" Laiho, född 8 april 1979 i Esbo, död 29 december 2020 i Helsingfors, var en finländsk sologitarrist och sångare i bandet Children of Bodom. 
Laiho började spela altfiol som barn men kom så småningom att gå över till rockmusik och metal. Han började spela gitarr när han var 12 år i en musikskola i Esbo och uppvisade stor talang. Han var även gitarrist i bandet Sinergy och han har spelat med Thy Serpent och Impaled Nazarene. Han spelade också i punk/thrash metal-bandet Kylähullut. 
Han gifte sig 2002 med Kimberly Goss, och trots att förhållandet tog slut 2004 skilde de sig aldrig.
Laiho led under större delen av sitt liv av ett alkoholmissbruk, vilket ledde till hans bortgång den 29 december 2020. Dödsorsaken var alkoholinducerad skrumplever samt degenerering av bukspottkörteln.

## Diskografi

### Children of Bodom
- 1997: Something Wild
- 1999: Hatebreeder
- 2000: Follow the Reaper
- 2003: Hate Crew Deathroll
- 2005: Are You Dead Yet?
- 2008: Blooddrunk
- 2009: Skeletons in the Closet
- 2011: Relentless Reckless Forever
- 2013: Halo of Blood
- 2015: I Worship Chaos
- 2019: Hexed

### Sinergy
- 1999: Beware the Heavens
- 2000: To Hell and Back
- 2002: Suicide by My Side

### Kylähullut
- 2004: Keisarinleikkaus (EP)
- 2005: Turpa Täynnä
- 2007: Lisää Persettä Rättipäille (EP)
- 2007: Peräaukko Sivistyksessä

### Impaled Nazarene
- 2000: Nihil

### Warmen
- 2005: Accept the Fact
- 2009: Japanese Hospitality
- 2014: First of the Five Elements

### The Local Band
- 2015: Locals Only - Dark Edition (EP)

### Bodom After Midnight
- 2021: Paint the Sky with Blood (EP)

### Gästframträdanden
- 1999: All Eternity – To/Die/For ("In the Heat of the Night")
- 2003: Norther – Dreams of Endless War [gitarrer in "Youth Gone Wild" cover]
- 2003: No Holds Barred – Griffin ("The Sentence", "Bleed")
- 2003: Norther – Mirror of Madness [backsång på "Dead", "Everything Is An End", "Mirror Of Madness"]
- 2003: Klamydia – Seokset (gitarr och sång på "Latomeri")
- 2005: Lauri Porra – Lauri Porra ("Solutions")
- 2006: Raskaampaa Joulua (Various artists) – [gitarr solo på "Petteri Punakuono (Rudolph the Red Nosed Reindeer)"]
- 2006: Rytmihäiriö – Seitsemän Surman Siunausliitto [gitarr solo på "Pyörillä Kulkeva Kuoleman Enkeli"]
- 2006: Stoner Kings – Fuck the World [gitarr solo på "Mantric Madness"] (2006)
- 2007: Guitar Heroes album – [alla gitarrer och bas på låten "Sioux City Sarsaparilla", och gitarr solo på "12 Donkeys"]
- 2007: Godsplague – H8 [gitarr solo på "Don't Come Back"; backsång på "H8"]
- 2007: Pain – Psalms of Extinction [gitarr solo på "Just Think Again"]
- 2007: Annihilator – Metal [gitarrsolo duell med Jeff Waters på "Downright Dominate"]
- 2008: Megadeth Live – Peace Sells [Gigantour 08 live bakgrundssång]
- 2009: Saattue – Vuoroveri [gitarr solo på "Vapahtaja"]
- 2011: Root (Live) [Ytterligare Gitarr] – Adrenaline – Deftones
- 2013: Klamydia — Rakas Hullu
- 2013: Spirit in the Room — The Killing Moon
- 2014: Marty Friedman – Lycanthrope (Med Danko Jones)
- 2015: Various Artists – Immortal Randy Rhoads – "Mr. Crowley"
- 2019: Wednesday 13 — Necrophaze – "Animal"
- 2019: Stoner Kings — Alpha Male — "Down to Zero"
- 2020: Pyhimys — MIKKO — "Fuck the World"
- 2022: Annihilator - Metal II - "Downright Dominate", "Romeo Delight" (Van Halen Cover)